# Pemmation terrestris
Pemmation terrestris är en insektsart som först beskrevs av Knight 1973.  Pemmation terrestris ingår i släktet Pemmation och familjen Myerslopiidae. Inga underarter finns listade i Catalogue of Life.